# Cuerpo General de la Policía Canaria
El Cuerpo General de la Policía Canaria (CGPC), conocido como Policía Canaria o Policía Autonómica de Canarias, es un instituto armado de naturaleza civil y estructura y organización jerarquizada, fue creado en 2010 mediante la Ley 2/2008, de 28 de mayo, del Cuerpo General de la Policía Canaria. El artículo 12 de la citada Ley establece como misión principal de este Cuerpo, proteger a las personas y bienes, garantizar el libre ejercicio de los derechos y libertades, velar por la seguridad ciudadana y contribuir a la consecución del bienestar social.
El Cuerpo General se desarrolla al amparo del Estatuto de Autonomía de Canarias y en todo el ámbito territorial de la Comunidad Autónoma de Canarias. Con el nombre de Policía Canaria se designa al conjunto de cuerpos de policía dependientes de las administraciones públicas canarias constituidos por el Cuerpo General de Policía Canaria y los Cuerpos de Policía Local dependientes de las corporaciones locales.

## Historia
El Cuerpo General de la Policía Canaria comenzó a operar en 2010 con una dotación de 100 agentes y con la previsión de llegar a los 300 agentes en 2013. El Ejecutivo busca reforzar el cuerpo: convoca 69 plazas para 2020 y prevé 80 más en 2021. El CGPC sigue adelante con el objetivo de contar en 2022 con 300 efectivos. Cien agentes —92 hombres y 8 mujeres—, integraron la primera promoción del CGPC en un acto de presentación celebrado el 30 de junio de 2010 en la Academia Canaria de Seguridad de Santa Cruz de Tenerife; el presidente autonómico manifestó que ese solo era el primer paso de un despliegue que deberá llegar a los 1700 agentes en varias fases. Su primera misión se produjo con motivo de la celebración de la Bajada de la Virgen de las Nieves, en la isla de La Palma. 

La mitad de los 100 agentes de la I promoción procedían de otras fuerzas y cuerpos de seguridad locales y del Estado, accedieron al Cuerpo General de la Policía Canaria pero no renunciaron a su antigua plaza, y algunos de ellos emprendieron el camino de vuelta por la falta de un rumbo claro para el cuerpo autonómico, una tendencia que explica que en esos momentos se diesen de baja en la plantilla hasta 15 efectivos. En el año 2018, la Dirección General de Seguridad y Emergencias aprueba una convocatoria de cincuenta y siete plazas por el sistema general de acceso de turno libre, para el Empleo de Policía; de estas plazas, cincuenta se corresponden a la Oferta de Empleo Público de 2018 (Decreto 123/2018) y siete plazas a la Oferta de Empleo Público de 2016 (Decreto 152/2016). En el año 2019, la misma Dirección General aprueba una convocatoria de sesenta y nueve plazas, de las que cincuenta plazas corresponden al Empleo de Policía.En el año 2022 es ofertada una convocatoria de 75 plazas para el Empleo de Policíay desde el año 2023 hasta la actualidad está en curso una convocatoria ofertada por la recién creada Dirección General de Estudios, Formación e Investigación en Seguridad Pública de ciento cuarenta y una plazas, correspondientes a las Ofertas de Empleo Público de los años 2022 y 2023, convocatoria que inicialmente era de solo sesenta y una plazas.En noviembre de 2024 es aprobada una OPE con 250 plazas, de las que 173 serán para el Empleo de Policía.

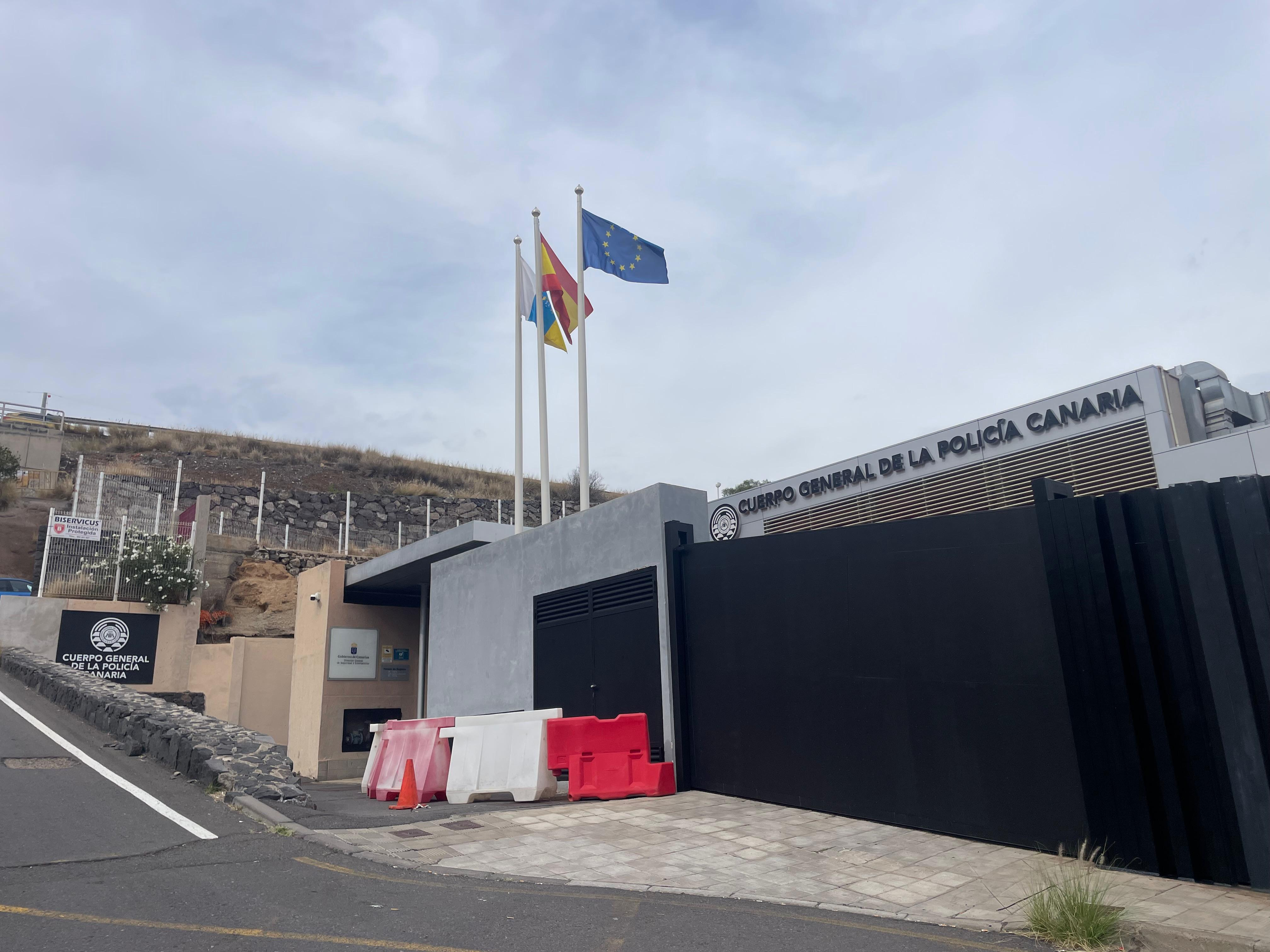
Comisaría Insular de Tenerife, Santa Cruz de Tenerife.

## Marco regulador[9]
- Constitución Española de 1978.
- Ley Orgánica 1/2018, de 5 de noviembre, de reforma del Estatuto de Autonomía de Canarias.
- Ley Orgánica 2/1986 de 13 de marzo, de las Fuerzas y Cuerpos de Seguridad.
- Ley 2/2008, de 28 de mayo, del Cuerpo General de la Policía Canaria.
- Decreto 204/2008, de 30 de septiembre, por el que se establece la uniformidad de los miembros del Cuerpo General de la Policía Canaria.
- Decreto 78/2009, de 16 de junio, por el que se determina el contenido y la duración del curso selectivo de adaptación al Cuerpo General de la Policía Canaria para los miembros de otras Fuerzas y Cuerpos de Seguridad.
- Decreto 77/2010, de 8 de julio, por el que se aprueba el Reglamento de organización y funcionamiento del Cuerpo General de la Policía Canaria.
- Decreto 73/2025, de 26 de mayo, por el que se modifica el Reglamento de organización y funcionamiento del Cuerpo General de la Policía Canaria, aprobado por el Decreto 77/2010, de 8 de julio.
- Orden de 28 de octubre de 2008, por la que se regula la normalización de la imagen de los vehículos del Cuerpo General de la Policía Canaria.
- Orden de 7 de agosto de 2009, por la que se establece el sistema de evaluación de las capacidades psicológicas, físicas y los conocimientos profesionales del curso selectivo de adaptación al Cuerpo General de la Policía Canaria.
- Orden de 17 de mayo de 2010, por la que se establecen las normas y condiciones de uso de los vehículos del Cuerpo General de la Policía Canaria.
- Orden de 9 de noviembre de 2017, por la que se establece el cuadro de exclusiones médicas que han de regir en los procedimientos para el ingreso y provisión de puestos de trabajo en las diferentes escalas y empleos del Cuerpo General de la Policía Canaria.
- Resolución de 16 de enero de 2024, sobre creación y estructura de Unidades dentro de la organización del Cuerpo General de la Policía Canaria.

## Organización territorial

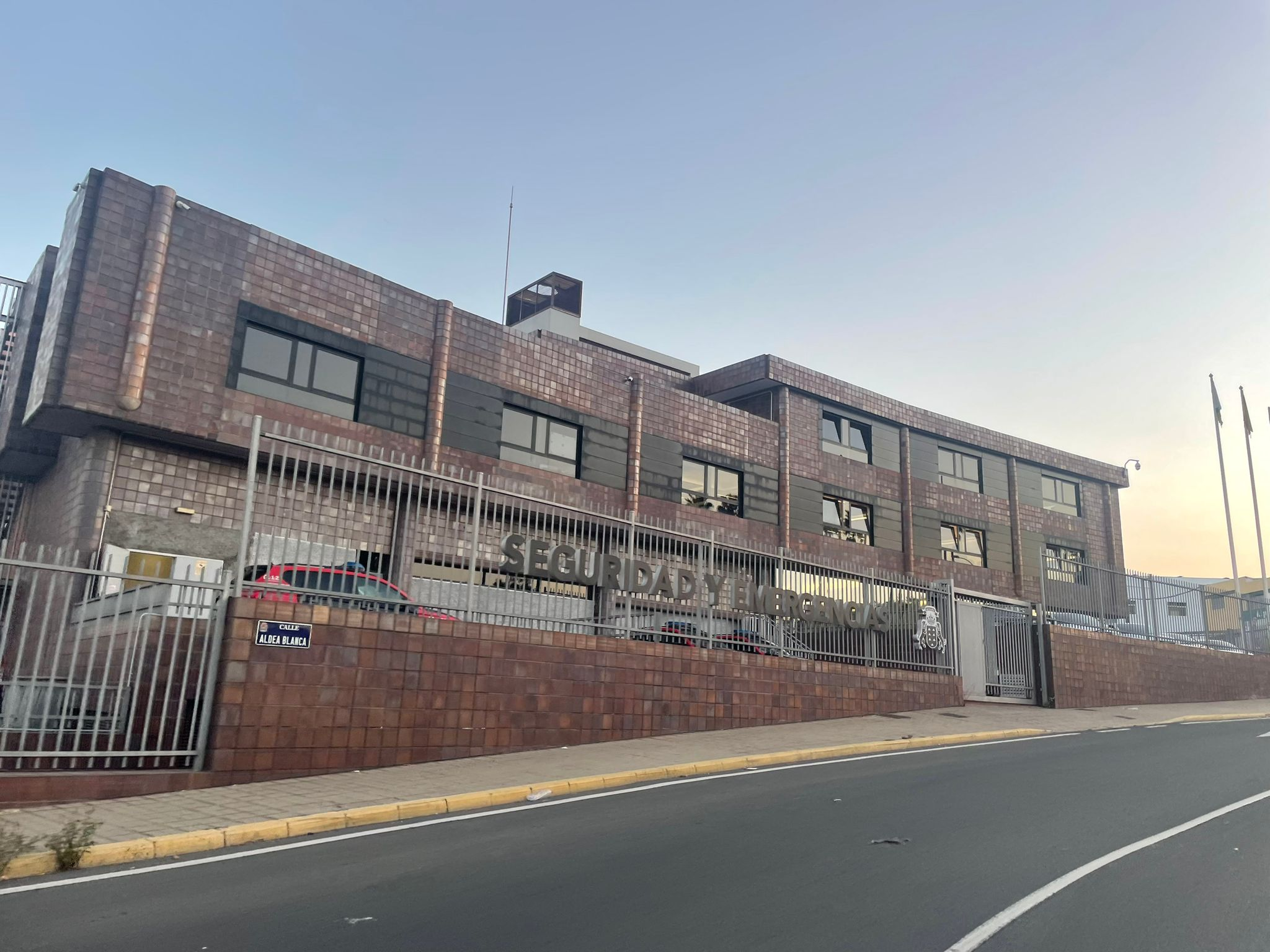
Comisaría Insular de Gran Canaria, Las Palmas de Gran Canaria.

Los efectivos se reparten entre las dos únicas bases o comisarías que tiene la institución en estos momentos, una en Santa Cruz de Tenerife y la otra en Las Palmas de Gran Canaria. En la actualidad los agentes se desplazan desde estas bases a las otras cinco islas donde no tienen presencia permanente cuando tienen que intervenir.
Desde el año 2024, se trabaja desde la Consejería de Política Territorial, Sostenibilidad y Seguridad y Emergencias del Gobierno de Canarias en la proyección del Cuerpo General de la Policía Canaria hacia el resto de islas, de esta manera, ya se ha concretado la apertura de nuevas comisarías insulares en las islas de Lanzarote, La Palma, Fuerteventura y La Gomera.

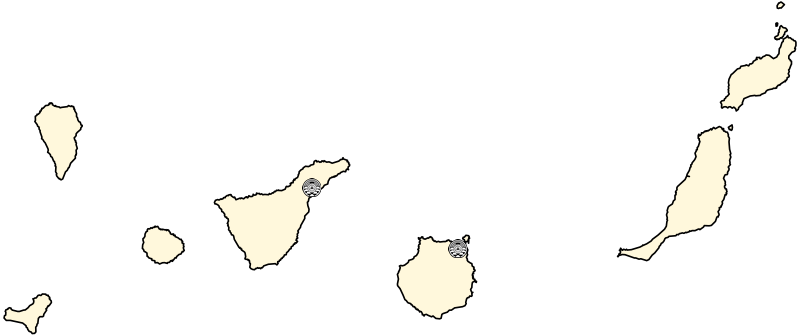
Mapa con las comisarías del Cuerpo General de la Policía Canaria en la actualidad.

## Régimen interno

### Ingreso y formación

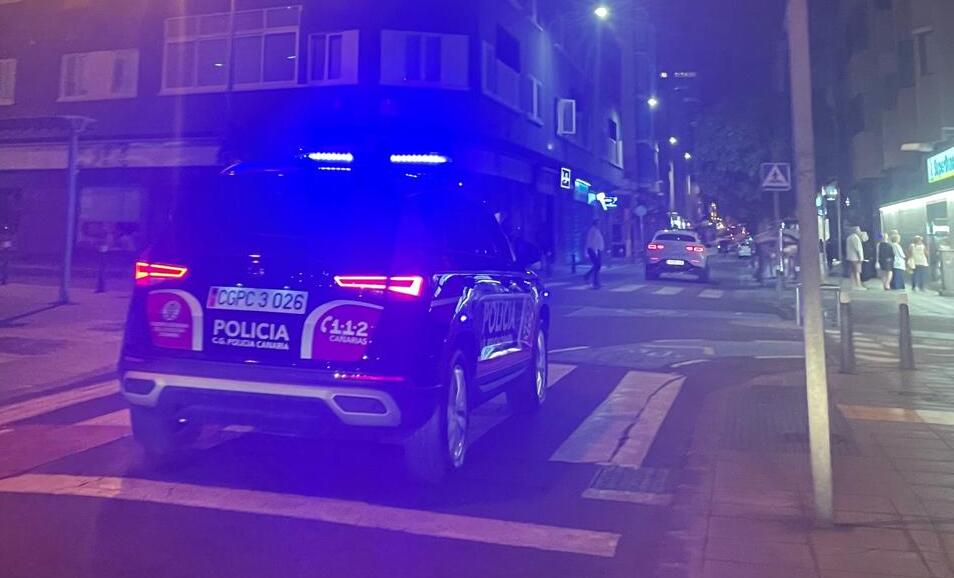
SEAT Ateca del CGPC de la Comisaría Insular de Gran Canaria, 2024.

#### Ingreso
De conformidad con lo dispuesto en el artículo 24.4 de la Ley 2/2008, de 28 de mayo, del Cuerpo General de la Policía Canaria, los requisitos para ingresar en el cuerpo son:
- Tener la nacionalidad española.
- Ser mayor de edad y no exceder la edad establecida para el pase a la situación de segunda actividad con destino.
- Estar en posesión o en condiciones de obtener el título de Bachiller o Técnico. Asimismo, se estará a lo dispuesto en la Orden EDU/1603/2009, de 10 de junio (BOE de 17 de junio de 2009) por la que se establecen equivalencias con los títulos de Graduado en Educación Secundaria Obligatoria y de Bachiller regulados en la Ley Orgánica 2/2006, de 3 de mayo, de Educación, modificada mediante orden EDU/520/2011, de 7 de marzo.
- No haber sido separado mediante expediente disciplinario del servicio de cualquiera de las Administraciones Públicas o de los órganos constitucionales o estatutarios de las Comunidades Autónomas, ni hallarse en inhabilitación absoluta o especial para empleos o cargos públicos por resolución judicial, para el acceso al cuerpo o escala del personal funcionario o para ejercer funciones similares a las que desempeñaban en el caso del personal laboral, en el que hubiese sido separado o inhabilitado.
- Carecer de antecedentes penales.
- Carecer de antecedentes por delitos sexuales.
- Estar en posesión del permiso de conducción de la clase B y A2, o estar en condiciones de obtenerlo antes de su nombramiento como personal funcionario en prácticas.
- Compromiso de portar armas y en caso de ser necesario, llegar a usarlas, que se tomará mediante declaración responsable.
- Compromiso expreso mediante declaración responsable de no incurrir en las causas del cuadro de exclusiones médicas del Anexo IV.
- No estar en situación de segunda actividad.
- Cumplir las normas de apariencia externa y presentación al servicio a que se refiere el artículo 39 del Reglamento de organización y funcionamiento del Cuerpo General de la Policía Canaria, aprobado mediante Decreto 77/2010 de 8 de julio, o cumplirlas antes de su nombramiento como personal funcionario en prácticas.

#### Formación
Los agentes de nuevo ingreso en el Cuerpo General serán formados en el trabajo policial a través de los Cursos de Acceso a la Formación Básica de la Policía Canaria, con una duración aproximada de 1200 horas, realizados en la Academia Canaria de Seguridad, creada por la Ley 6/1997, de 4 de julio, de Coordinación de Policías Locales de Canarias, dependiente de la Dirección General de Estudios, Formación e Investigación en Seguridad Pública y con sede en Añaza, Santa Cruz de Tenerife.

### Organización Operativa[18]
Según lo dispuesto en el artículo 6 del Decreto 77/2010, de 8 de julio, por el que se aprueba el Reglamento de organización y funcionamiento del Cuerpo General de la Policía Canaria, se organiza operativamente en orden descendente en los niveles estructurales siguientes: Áreas, Divisiones y Unidades. Las Unidades se podrán estructurar en grupos y subgrupos.

#### Restructuración aprobada en la Resolución de 16 de enero de 2024
En el año 2023 con la llegada del nuevo grupo de Gobierno de la C.A. de Canarias la Dirección General de Seguridad publica la Resolución de 16 de enero de 2024, sobre creación y estructura de Unidades dentro de la organización del Cuerpo General de la Policía Canaria.
Todo ello en un momento de cambio y transición y con la finalidad de corregir defectos estructurales, funciones y de optimización de recursos que, transcurrido un tiempo prudencial y ante el progresivo incremento de personal, conviene modificar algunos aspectos, recogiendo esta nueva resolución tales modificaciones.

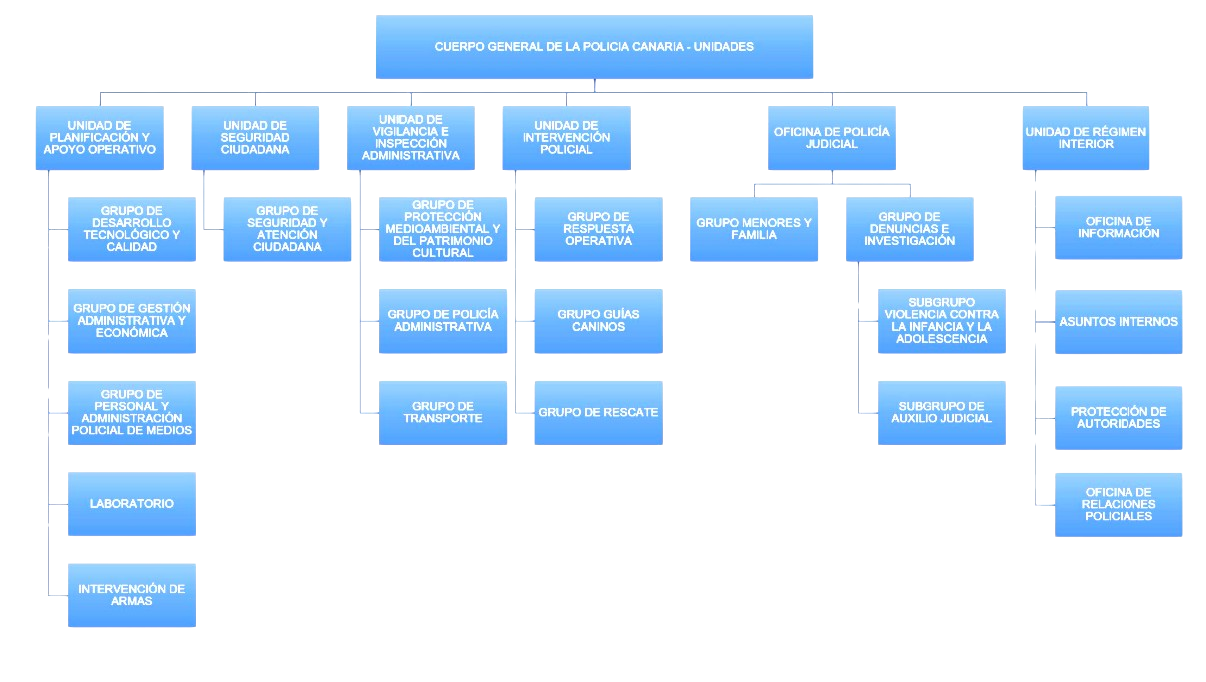
Organigrama Cuerpo General Policía Canaria 2024

En el ámbito policial, esta Resolución vuelve a configurar Unidades, Grupos y Subgrupos, que parten del refuerzo de la policía territorial, y concretada en la profundización de un modelo de proximidad, las relaciones con la comunidad y la atención a las víctimas, con especial referencia a los menores de edad así como la asunción sobrevenida de competencias en materia de policía judicial, como son los casos relacionados con la violencia contra la infancia y adolescencia, los servicios encomendados por las Fiscalías Provinciales y Juzgados de Instrucción, así como el aumento de servicios demandados por la ciudadanía canaria relacionados con hechos delictivos concretos, hace necesario contar con una regulación estructural para la encomienda de dichas funciones dentro de la Policía autonómica.
Resulta necesario establecer un modelo organizativo que permita, de una parte, la oportuna desconcentración territorial, y, de otra parte, el desarrollo e implantación progresiva del Cuerpo General de la Policía Canaria en atención a sus recursos disponibles y a los cambios y necesidades que reclame la sociedad.
La responsabilidad corresponde, por razón de jerarquía, a la persona titular de la Unidad, pero colabora y recibe la colaboración del resto de unidades implicadas, especialmente, la Unidad de Planificación y Apoyo Operativo, y la Unidad de Régimen Interior.
En el ámbito policial, se configuran Unidades, Grupos y Subgrupos, que parten del refuerzo de la policía territorial, y concretada en la profundización de un modelo de proximidad, las relaciones con la comunidad y la atención a las víctimas, con especial referencia a los menores de edad. La asunción sobrevenida de competencias en materia de policía judicial, como son los casos relacionados con la violencia contra la infancia y adolescencia, los servicios encomendados por las Fiscalías Provinciales y Juzgados de Instrucción, así como el aumento de servicios demandados por la ciudadanía canaria relacionados con hechos delictivos concretos, hace necesario contar con una regulación estructural para la encomienda de dichas funciones dentro de la Policía autonómica.
Ante toda esta heterogénea regulación, se hace necesario desarrollar adecuadamente y con vistas de futuro, una estructura organizativa reuniendo, en una sola norma, la consolidación de Unidades, sus estructuras y funciones, por un lado; y, por otro, el proceso de crecimiento en que está inmerso este cuerpo policial.
Por tanto, se trata de modular el desarrollo del Cuerpo General de la Policía Canaria, con una organización acorde a las funciones asumidas y que se van asumiendo, orientadas todas ellas a una mejor gestión de los recursos humanos, llevando consecuentemente a una mejora en la prestación de los servicios y optimización de los recursos humanos.
1. Unidad de Planificación y Apoyo Operativo, adscrita a la División y Área que corresponda, y que estará compuesta por los siguientes Grupos:
  1. Desarrollo Tecnológico y Calidad.
  2. Gestión Administrativa y Económica.
  3. Personal y Administración Policial de Medios.
  4. Laboratorio, con rango de Grupo.
  5. Intervención de Armas, con rango de Grupo.
2. Unidad de Seguridad Ciudadana, adscrita a la División y Área que corresponda, y que estará compuesta por el siguiente Grupo:
  1. Seguridad y Atención Ciudadana.
3. Unidad de Vigilancia e Inspección Administrativa, adscrita a la División y Área que corresponda, y que estará compuesta por los siguientes Grupos:
  1. Protección Medioambiental y del Patrimonio Cultural.
  2. Policía Administrativa.
  3. Transporte
4. Unidad de Intervención Policial, adscrita a la División y Área que corresponda, y que estará compuesta por los siguientes Grupos:
  1. Respuesta Operativa.
  2. Guías Caninos.
  3. Rescate.
5. Oficina de Policía Judicial, con rango de Unidad, adscrita a la División y Área que corresponda, y que estará compuesta por los siguientes Grupos:
  1. Menores y Familia.
  2. Denuncias e Investigación, compuesta por los siguientes Subgrupos:
    1. Violencia contra la Infancia y Adolescencia.
    2. Auxilio Judicial
6. Unidad de Régimen Interior, adscrita a la División y Área que corresponda, y que estará compuesta por los siguientes Grupos:
  1. Oficina de Información (con Rango de Grupo).
  2. Asuntos Internos.
  3. Protección de Autoridades.
  4. Oficina de Relaciones Policiales (con rango de Grupo)

### Escalas y empleos
Según establece el artículo 21 de la Ley Orgánica 2/2008 de 28 de mayo, del Cuerpo General de la Policía Canaria, se estructura en 3 escalas y dentro de éstas, en 7 empleos:
- Escala Superior, encargada de la planificación, coordinación, dirección e inspección de los servicios, la gestión de los recursos policiales y el mando y la supervisión de la actividad policial que comprende los empleos de comisario principal, comisario y subcomisario.

- Escala Ejecutiva, encargada de la gestión de la actividad policial y de la colaboración con la escala superior en la ejecución de sus planes, directrices e instrucciones así como la prestación directa del servicio al ciudadano, que comprende los empleos de inspector y subinspector.

- Escala Básica, a la que corresponde la prestación directa del servicio al ciudadano, que comprende los empleos de oficial y policía.

| Empleos por escalas del Cuerpo General de la Policía Canaria (hombreras) | Empleos por escalas del Cuerpo General de la Policía Canaria (hombreras) | Empleos por escalas del Cuerpo General de la Policía Canaria (hombreras) | Empleos por escalas del Cuerpo General de la Policía Canaria (hombreras) | Empleos por escalas del Cuerpo General de la Policía Canaria (hombreras) | Empleos por escalas del Cuerpo General de la Policía Canaria (hombreras) | Empleos por escalas del Cuerpo General de la Policía Canaria (hombreras) | Empleos por escalas del Cuerpo General de la Policía Canaria (hombreras) | Empleos por escalas del Cuerpo General de la Policía Canaria (hombreras) |
| ------------------------------------------------------------------------ | ------------------------------------------------------------------------ | ------------------------------------------------------------------------ | ------------------------------------------------------------------------ | ------------------------------------------------------------------------ | ------------------------------------------------------------------------ | ------------------------------------------------------------------------ | ------------------------------------------------------------------------ | ------------------------------------------------------------------------ |
| Escala Superior                                                          | Escala Superior                                                          | Escala Superior                                                          | Escala Superior                                                          | Escala Ejecutiva                                                         | Escala Ejecutiva                                                         | Escala Básica                                                            | Escala Básica                                                            | Escala Básica                                                            |
|                                                                          |                                                                          |                                                                          |                                                                          |                                                                          |                                                                          |                                                                          |                                                                          |                                                                          |
| Jefatura del Cuerpo                                                      | Comisario Principal                                                      | Comisario                                                                | Subcomisario                                                             | Inspector                                                                | Subinspector                                                             | Oficial                                                                  | Policía                                                                  | Policía en prácticas                                                     |

### Uniformidad
Desde el año 2024, se puede observar la implementación de uniformidad reflectante en el Grupo de Transporte, adscrito a la Unidad de Vigilancia e Inspección Administrativa, así como de boina en el Grupo de Respuesta Operativa, adscrito a la Unidad de Intervención Policial.
| Uniformidad del Cuerpo General de la Policía Canaria 2008-2024 | Uniformidad del Cuerpo General de la Policía Canaria 2008-2024 | Uniformidad del Cuerpo General de la Policía Canaria 2008-2024 | Uniformidad del Cuerpo General de la Policía Canaria 2008-2024 | Uniformidad del Cuerpo General de la Policía Canaria 2008-2024 | Uniformidad del Cuerpo General de la Policía Canaria 2008-2024 | Uniformidad del Cuerpo General de la Policía Canaria 2008-2024 | Uniformidad del Cuerpo General de la Policía Canaria 2008-2024 |
| -------------------------------------------------------------- | -------------------------------------------------------------- | -------------------------------------------------------------- | -------------------------------------------------------------- | -------------------------------------------------------------- | -------------------------------------------------------------- | -------------------------------------------------------------- | -------------------------------------------------------------- |
|                                                                |                                                                |                                                                |                                                                |                                                                |                                                                |                                                                |                                                                |
| Ordinario                                                      | Ordinario con abrigo                                           | Motorista                                                      | Unidad de Recursos Operativos (URO)                            | Intervención                                                   | Intervención (Control de masas)                                | Gala                                                           | Chaleco identificativo                                         |

### Armamento
| Tipo                             | Fabricante     | Modelo      | Munición            | Origen         | Imagen |
| -------------------------------- | -------------- | ----------- | ------------------- | -------------- | ------ |
| Dispositivo Eléctrico de Control | Axon           | X2          |                     | Estados Unidos |        |
| Pistola semiautomática           | Heckler & Koch | USP Compact | 9mm x 19 Parabellum | Alemania       |        |
| Escopeta                         | Benelli Armi   | Supernova   |                     | Italia         |        |

### Representación sindical
De conformidad con lo dispuesto en el Artículo 52 de la Ley Orgánica 2/2008 de 28 de mayo, del Cuerpo General de la Policía Canaria, para la representación, defensa y promoción de sus intereses profesionales, económicos y sociales, los funcionarios del Cuerpo General de la Policía Canaria podrán integrarse libremente en las organizaciones sindicales, separarse de ellas y constituir otras organizaciones, de acuerdo con su normativa específica, conforme a lo prevenido en la legislación orgánica de libertad sindical y de Fuerzas y Cuerpos de Seguridad.

### Premios y distinciones
Mediante Ley 2/2008, de 28 de mayo, modificada por la Ley 9/2009, de 16 de julio, se creó el Cuerpo General de la Policía Canaria, con el objetivo de dotar de mayor eficacia a la política de seguridad en el Archipiélago Canario conteniendo remisiones a ulteriores normas reglamentarias que desarrollen, entre otros, aspectos como el régimen de funcionamiento de sus miembros, el uso de la uniformidad, los distintivos, armamento, premios y recompensas, segunda actividad así como la competencia para imponer sanciones.
En cumplimiento de dichas prerrogativas mediante Decreto 77/2010, de 8 de julio, se aprobó el Reglamento de Organización y Funcionamiento del Cuerpo General de la Policía Canaria, estableciendo un régimen de premios cuyo objeto es el reconocimiento honorífico, mediante la imposición del distintivo verode, a miembros del Cuerpo General de la Policía Canaria que, en el cumplimiento de sus deberes profesionales, hayan llevado a cabo acciones o servicios que impliquen destacado valor o hayan mantenido un destacado grado de dedicación y profesionalidad a lo largo de su trayectoria profesional y, de forma excepcional, a personas físicas o jurídicas que hayan prestado una especial contribución a la actividad desarrollada por el Cuerpo General de la Policía Canaria.
Igualmente determina que en función del grado de mérito que se valore la imposición del distintivo podrá ser Verode Bronce, Verode Plata y Verode Oro.
| Premios Verode | Premios Verode | Premios Verode |
| -------------- | -------------- | -------------- |
|                |                |                |
| Verode Bronce  | Verode Plata   | Verode Oro     |

## Parque móvil
Conforme a lo dispuesto en el artículo 27.5 del Real Decreto 2822/1998, de 23 de diciembre, por el que se aprueba el Reglamento General de Vehículos, los vehículos adscritos al Cuerpo de Policía de una Comunidad Autónoma podrán utilizar, en el ámbito de la misma, placas de matrícula con una contraseña y numeración propias, sin perjuicio de su matriculación ordinaria en la Jefatura de Tráfico correspondiente.
En 2017 se implementaron nuevas matrículas del Cuerpo General de Policía Canaria. Este sistema de numeración de las matrículas utiliza el formato CGPC I NNN donde:
- CGPC son las siglas del Cuerpo General de Policía Canaria (siempre está presente),
- I es un número que marca la isla del coche (por ejemplo, 3 es para Gran Canaria y 4 es para Tenerife),
- NNN son tres números secuenciales desde 000 hasta 999.

| Imagen | Nombre                                  | Origen        | Segmento   | Tipo                          | Fabricante |
| ------ | --------------------------------------- | ------------- | ---------- | ----------------------------- | ---------- |
|        | SEAT Ateca                              | España        | Segmento C | Vehículo utilitario deportivo | SEAT       |
|        | Nissan Pathfinder                       | España        | Segmento E | Vehículo todoterreno          | Nissan     |
|        | Volkswagen Golf Plus                    | Alemania      | Segmento C | Vehículo monovolumen          | Volkswagen |
|        | Volkswagen Jetta A5 Advance 1.4 TSi 16V | Alemania      | Segmento D | Vehículo sedán                | Volkswagen |
|        | KGM Rexton                              | Corea del Sur | Segmento T | Vehículo todoterreno          | KGM        |

| Imagen | Nombre                  | Origen | Segmento   | Fabricante |
| ------ | ----------------------- | ------ | ---------- | ---------- |
|        | Mitsubishi L200 K3 1993 | Japón  | Segmento D | Mitsubishi |
|        | Mitsubishi L200         | Japón  | Segmento D | Mitsubishi |

| Imagen | Nombre                    | Origen         | Tipo            | Fabricante         |
| ------ | ------------------------- | -------------- | --------------- | ------------------ |
|        | Ford Transit Connect      | Estados Unidos | Furgoneta mixta | Ford Motor Company |
|        | Mercedes Benz Sprinter    | Alemania       | Furgoneta combi | Mercedes Benz      |
|        | Volkswagen Transporter T5 | Alemania       | Furgoneta combi | Volkswagen         |

| Imagen | Nombre           | Origen | Fabricante                |
| ------ | ---------------- | ------ | ------------------------- |
|        | Kawasaki 1400GTR | Japón  | Kawasaki Heavy Industries |

## Competencias

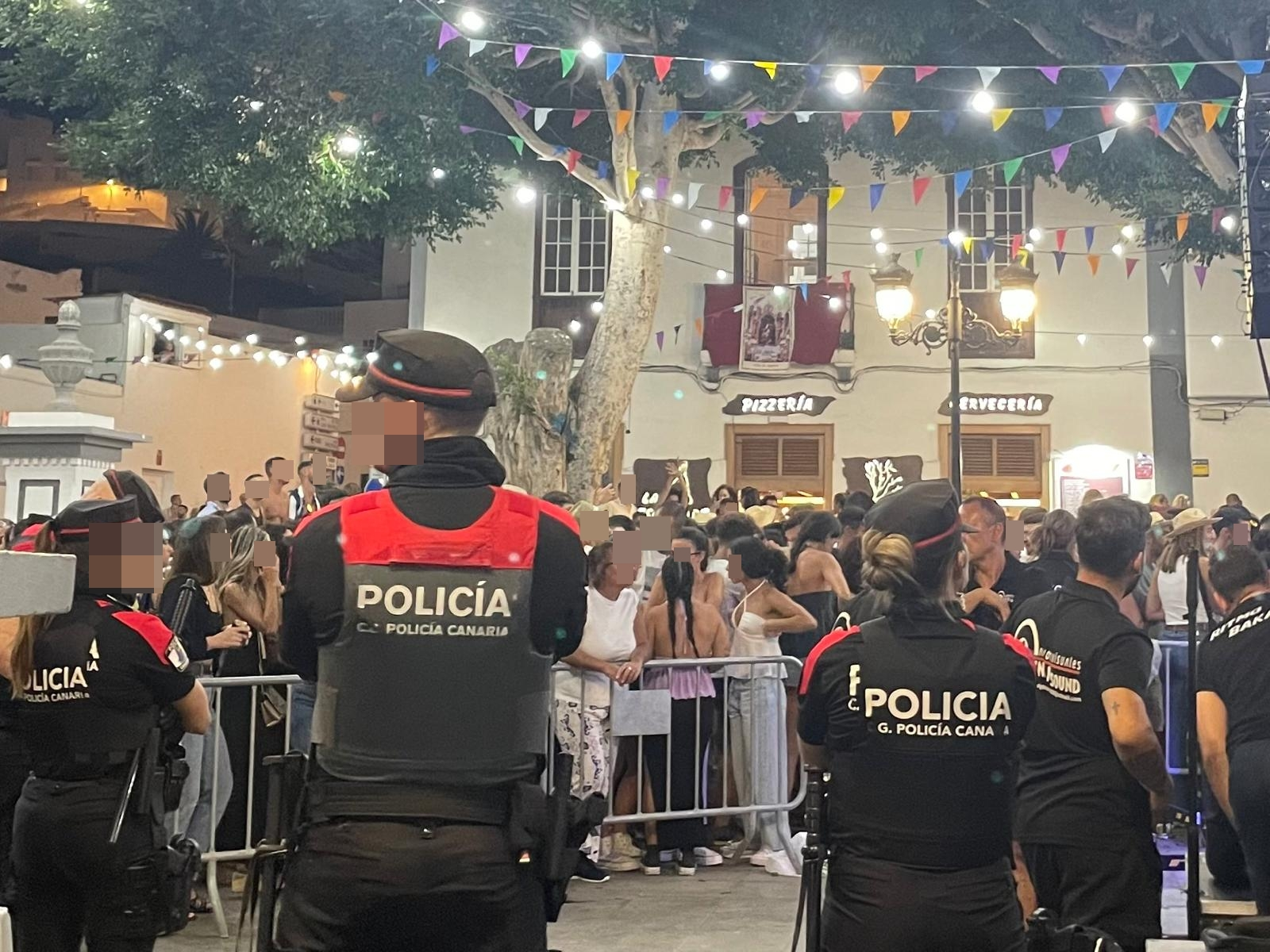
Agentes del CGPC en el dispositivo de seguridad establecido con motivo de las Fiestas de la Rama, Agaete, año 2024.

De acuerdo con la Ley del Cuerpo General de la Policía Canaria, aprobada el 28 de mayo de 2008 por el Parlamento de Canarias, las funciones de este cuerpo policial son:
1. Con carácter de propias:
  1. Velar por el cumplimiento de las disposiciones y órdenes singulares dictadas por los órganos de la Comunidad Autónoma de Canarias.
  2. La vigilancia y protección de personas, órganos, edificios, establecimientos y dependencias de la Comunidad Autónoma de Canarias y de sus entes instrumentales, garantizando el normal funcionamiento de las instalaciones y la seguridad de los usuarios de sus servicios.
  3. La inspección de las actividades sometidas a la ordenación o disciplina de la Comunidad Autónoma de Canarias, denunciando toda actividad ilícita.
  4. El uso de la coacción en orden a la ejecución forzosa de los actos o disposiciones de la Comunidad Autónoma de Canarias.
  5. En la ejecución de este tipo de funciones se prestará especial atención a:
    1. Proteger el medio ambiente y los recursos naturales.
    2. Velar por el cumplimiento de la legislación de ordenación del turismo de Canarias.
    3. Ejercer la inspección del transporte terrestre en las vías públicas interurbanas y la del transporte marítimo interinsular.
    4. Velar por el cumplimiento de la normativa sobre el patrimonio cultural canario evitando su expolio o destrucción.
    5. Informar, asistir y orientar a los ciudadanos.
    6. Colaborar con las instituciones públicas de protección y tutela de menores en la consecución de sus objetivos, de conformidad con la legislación civil, penal y penitenciaria del Estado.
    7. Colaborar con las instituciones públicas y privadas de protección y tutela de los inmigrantes y cualesquiera otras formas de marginación.
    8. Colaborar con los servicios de salvamento marítimo.
2. El Cuerpo General de la Policía Canaria ejercerá también las siguientes funciones en colaboración con las Fuerzas y Cuerpos de Seguridad del Estado:
  1. Velar por el cumplimiento de las leyes y demás disposiciones del Estado y garantizar el funcionamiento de los servicios públicos esenciales.
  2. Participar en las funciones de Policía Judicial, en la forma establecida en la Ley Orgánica de Fuerzas y Cuerpos de Seguridad.
    1. Asimismo, se crearán grupos o secciones, con personal específico, para el desempeño de las funciones de la Policía Judicial de las previstas en el apartado 1 del presente artículo.

  3. Vigilar los espacios públicos, proteger las manifestaciones y mantener el orden en grandes concentraciones humanas. El ejercicio de esta función corresponderá, con carácter prioritario, al Cuerpo General de la Policía Canaria, sin perjuicio de la intervención de las Fuerzas y Cuerpos de Seguridad del Estado cuando, bien a requerimiento de las autoridades de la Comunidad Autónoma, o bien por decisión propia, lo estimen necesario las autoridades estatales competentes.
  4. En la ejecución de este tipo de funciones se prestará especial colaboración con la Guardia Civil o el Cuerpo Nacional de Policía en:
    1. La vigilancia del litoral.
    2. La vigilancia, verificación y control de las empresas de seguridad privada radicadas en Canarias. (Aun no ha sido transferida y por lo tanto no se ejerce) (el resto de competencias atribuidas en el Estatuto de Autonomía de Canarias fueron eliminadas en la mesa de negociación con el Estado por ser competencias exclusivas de titularidad estatal).
3. El Cuerpo General de la Policía Canaria tendrá, además, las siguientes funciones de prestación simultánea e indiferenciada con las Fuerzas y Cuerpos de Seguridad del Estado:
  1. La cooperación a la resolución amistosa de los conflictos privados cuando sean requeridos para ello.
  2. La prestación de auxilio en los casos de accidente, catástrofe o calamidad pública, participando, en la forma prevista en las leyes, en la ejecución de los planes de Protección Civil.
  3. Velar por el cumplimiento de las disposiciones que tiendan a la conservación de la naturaleza y medio ambiente, recursos hidráulicos, así como la riqueza cinegética, piscícola, forestal y de cualquier otra índole relacionada con la naturaleza.
4. El Cuerpo General de la Policía Canaria ejercerá las demás funciones que le atribuya la legislación vigente y las que puedan transferirse por el Estado, de acuerdo con lo establecido en la Constitución.

## Misiones destacadas
- Operación ‘Cábila’, detención de nueve trabajadores de un centro de Menores Extranjeros No Acompañados en Santa Brígida por la presunta comisión en su interior de delitos de lesiones, odio, omisión del deber de impedir delitos o promover su persecución, delitos contra la integridad moral y amenazas, todos presuntamente consumados en el ámbito de la actividad del centro (19/05/2025).[22][23]
- Desmantelamiento de un casino ilegal oculto en Las Palmas de Gran Canaria (10/05/2025)[24]
- Operación ‘Íncubo’, detención de cuatro personas en la isla de Gran Canaria relacionadas con delitos contra la libertad sexual de menores por inducción a la prostitución de las víctimas y uno de ellos contra la salud pública, por tráfico de drogas (22/01/2025)[25]
- Carnaval Santa Cruz de Tenerife 2025[26]
- Despliegue extraordinario en el Valle de Aridane tras el aumento de robos en comercios y domicilios, superando las 400 actuaciones en cinco meses de despliegue (2024)[27]
- Incendio Forestal de Tenerife (IF Arafo Candelaria) (2023)
- Incendio Forestal en Puntagorda (IF Puntagorda) (2023)
- Erupción volcánica de La Palma (2021)
- Incendio Forestal en Garafia (IF Garafia) (2020)
- Incendio Forestal en Tijarafe (IF Tijarafe) (2020)
- Crisis sanitaria originada por la pandemia de COVID-19 (2019-2020)
- Incendio Forestal en Valleseco (IF Valleseco) (2019)
- Incendio Forestal en Artenara (IF Artenara) (2019)